# Heinz-Peter Hackl
Heinz-Peter Hackl (* 17. Mai 1954 in Haslach an der Mühl; † 14. September 2021) war ein oberösterreichischer Politiker (FPÖ) und war von 22. Oktober 2009 bis zum 28. Juni 2016 Abgeordneter zum Nationalrat.

## Ausbildung
Der am 17. Mai 1954 im oberösterreichischen Haslach an der Mühl geborene Heinz-Peter Hackl wuchs in Linz auf, wo er von 1960 bis 1964 zunächst die Volks- und von 1964 bis 1968 die Hauptschule besuchte. Danach wurde Hackl ein Jahr lang im Polytechnischen Lehrgang unterrichtet, ehe er an die Höhere Technische Bundeslehranstalt Linz wechselte, wo er im Jahr 1974 maturierte. Von 1974 bis 1975 leistete Heinz-Peter Hackl anschließend seinen Präsenzdienst beim österreichischen Bundesheer ab. Von 1975 bis 1982 war Hackl als Angestellter einer Haustechnikfirma und von 1982 bis 1987 als Angestellter der voestalpine tätig. Seit 1987 war er selbständiger EDV-Techniker.

## Politische Karriere
Seinen Einstieg in die Politik schaffte Heinz-Peter Hackl im Jahr 2000 als Mitglied des Gemeindevorstands der Marktgemeinde Seewalchen am Attersee. Dies blieb er bis zum Jahr 2003, anschließend wurde er Mitglied des Gemeinderats der Marktgemeinde. Seit 2000 war er Ortsparteiobmann der FPÖ Seewalchen, seit 2005 auch Bezirksobmann der Partei im Bezirk Vöcklabruck. Im Jahr 2007 wurde der selbständige EDV-Techniker zudem Mitglied des Rings freiheitlicher Wirtschaftstreibender in Oberösterreich. 
Am 22. Oktober 2009 folgte Heinz-Peter Hackl als FPÖ-Mandatar des Regionalwahlkreises Hausruckviertel seinem aus dem Nationalrat ausgeschiedenen Parteikollegen Manfred Haimbuchner nach und wurde Nationalratsabgeordneter. Als solcher war er Schriftführer des Ausschusses für Wirtschaft und Industrie und Mitglied im Ausschuss für Land- und Forstwirtschaft, im Rechnungshofausschuss und im Tourismusausschuss. Er gehörte als FPÖ-Mandatar dem freiheitlichen Parlamentsklub an.
Im Nationalrat folgte ihm im Juni 2016 Wolfgang Klinger nach.

## Auszeichnungen
- 2016: Silbernes Ehrenzeichen des Landes Oberösterreich[2]